# Srednje Gameljne
Srednje Gameljne este o localitate din comuna Ljubljana, Slovenia, cu o populație de 650 de locuitori.